# Agrilus muehlheimi
Agrilus muehlheimi é uma espécie de inseto do género Agrilus, família Buprestidae, ordem Coleoptera.
Foi descrita cientificamente por Obenberger, em 1916.